# Никитино (остановочный пункт)
Ники́тино (фин. Kelliö) — железнодорожный остановочный пункт Приозерского направления Октябрьской железной дороги. Расположен на территории Приозерского района Ленинградской области, на перегоне Орехово — Сосново, между платформой 67 км и станцией Сосново.
В районе платформы железная дорога пересекалась с построенным в 1942—1944 годах «Карельским валом». Ныне у платформы расположены дачные посёлки (по обе стороны от железной дороги), а также курортный комплекс «Игора», находящийся между платформой и проходящей в 1,7 км к западу от платформы трассой А129 — Приозерским шоссе.
В районе станции протекает речка Козлец (впадает в речку Сосновку), а в трёх километрах к востоку расположено озеро Осиновское (фин. Tyklajärvi)